# (20861) Lesliebeh
(20861) Lesliebeh est un astéroïde de la ceinture principale d'astéroïdes.

## Description
(20861) Lesliebeh est un astéroïde de la ceinture principale d'astéroïdes. Il fut découvert le 1er novembre 2000 à Socorro (Nouveau-Mexique) par le projet LINEAR. Il présente une orbite caractérisée par un demi-grand axe de 2,62 UA, une excentricité de 0,10 et une inclinaison de 2,6° par rapport à l'écliptique.

## Compléments